# أنتوني ليما
أنتوني ليما (22 سبتمبر 1970 بغافا في إسبانيا - ) هو لاعب كرة قدم أندوري وإسباني في مركز الدفاع. شارك مع منتخب أندورا لكرة القدم ومنتخب كاتالونيا لكرة القدم. أما مع النوادي، فقد لعب مع إسبانيول وريال مدريد كاستيا وريال مدريد وريال مورسيا ونادي ألميريا ونادي أوسبيتاليت ونادي أونتينيينت ونادي أونياو دا ماديرا ويونيكوس وUD Ibiza-Eivissa ‏ وCF Gavà ‏ ونادي ألمرية ‏ ونادي بالاموس ‏.

## وصلات خارجية
- أنتوني ليما على موقع الاتحاد الدولي (مؤرشف)  (الإنجليزية)
- أنتوني ليما على موقع قاعدة بيانات كرة القدم.إي يو (الإنجليزية)
- أنتوني ليما على موقع ناشيونال فوتبول تيمز (الإنجليزية)
- أنتوني ليما على موقع Soccerway.com (الإنجليزية)